# كين كرامر
كين كرامر (بالإنجليزية: Ken Kramer)‏ هو قاضي ومحامي وسياسي أمريكي، ولد في 19 فبراير 1942 في شيكاغو في الولايات المتحدة. حزبياً، نشط في الحزب الجمهوري. وقد انتخب عضو مجلس نواب كولورادو وانتخب عضو مجلس النواب الأمريكي.